# Стероп
Стероп (греч. Στεροπης — блестящий) — один из киклопов.
Стероп (иногда Asteropes, что значит по-гречески молния) был младшим из трех киклопов, сыном Урана и Геи. Как и его братья, он работал в кузнице Гефеста внутри Этны.
В сочинениях древнегреческого поэта Нонна Стероп и Бронт упоминаются среди участников индийского похода Диониса.
Стероп убит сыном Зевса Аполлоном.